# Шельвик, Йёрген
Йёрген Шельвик (норв. Jørgen Skjelvik; 5 июля 1991, Берум, Норвегия) — норвежский футболист, защитник клуба «Стабек». Выступал за сборную Норвегии.

## Карьера
Воспитанник норвежского клуба «Стабек». В апреле 2009 года Йёрген попадает в основной состав «Стабека». Его дебют состоялся в Кубке Норвегии весной 2009 года.
2 августа 2011 года шведский «Хельсингборг» берёт Йёргена в аренду до конца сезона. Его дебют в новой команде состоялся 14 августа в игре против «Треллеборг». В составе «Хельсингборга» Шельвик выигрывает Чемпионат Швеции и Кубок Швеции.
В начале 2012 года Йёрген переходит в «Кальмар». В новом клубе он быстро становится игроком основного состава. Однако, в начале сезона 2013 года Шельвик получает тяжёлую травму и теряет место в основе, проведя за «Кальмар» всего несколько игр.
В июле 2013 года он подписал долгосрочный контракт с норвежским «Русенборгом». Свою первую игру за трондхеймцев он сыграл 21 августа против «Волеренги» в четвертьфинале Кубка Норвегии.
14 декабря 2017 года было объявлено о переходе Шельвика на условиях свободного трансфера в клуб MLS «Лос-Анджелес Гэлакси» после истечения срока его контракта с «Русенборгом» в январе 2018 года. В американской лиге он дебютировал 4 марта 2018 года в матче стартового тура сезона против «Портленд Тимберс». 1 сентября 2019 года в матче против «Сиэтл Саундерс» забил свой первый гол за «Гэлакси».
31 января 2020 года «Лос-Анджелес Гэлакси» отдал Шельвика в аренду клубу датской Суперлиги «Оденсе» до конца календарного года. 7 января 2021 года Шельвик подписал постоянный контракт с «Оденсе» сроком до лета 2023 года. Шельвик покинул «Оденсе» по окончании сезона 2022/23 в связи с истечением контракта.
Летом 2023 года Шельвик подписал однолетний контракт с кипрским клубом «Аполлон Лимасол» с возможностью продления ещё на год.
В июне 2024 года вернулся в «Стабек», подписав с норвежским клубом контракт до 2026 года.

## Статистика

### Матчи Шельвика за сборную Норвегии
| Матчи Шельвика за сборную Норвегии | Матчи Шельвика за сборную Норвегии | Матчи Шельвика за сборную Норвегии | Матчи Шельвика за сборную Норвегии | Матчи Шельвика за сборную Норвегии | Матчи Шельвика за сборную Норвегии |
| ---------------------------------- | ---------------------------------- | ---------------------------------- | ---------------------------------- | ---------------------------------- | ---------------------------------- |
| №                                  | Дата                               | Соперник                           | Счёт                               | Голы Шельвика                      | Соревнование                       |
| 1                                  | 15 ноября 2013                     | Дания                              | 1:2                                | —                                  | Товарищеский матч                  |
| 2                                  | 15 января 2014                     | Молдова                            | 2:1                                | —                                  | Товарищеский матч                  |
| 3                                  | 31 августа 2016                    | Беларусь                           | 0:1                                | —                                  | Товарищеский матч                  |
| 4                                  | 26 марта 2017                      | Северная Ирландия                  | 0:2                                | —                                  | Чемпионат мира 2018 (отбор)        |
| 5                                  | 1 сентября 2017                    | Азербайджан                        | 2:0                                | —                                  | Чемпионат мира 2018 (отбор)        |
| 6                                  | 4 сентября 2017                    | Германия                           | 0:6                                | —                                  | Чемпионат мира 2018 (отбор)        |
| 7                                  | 14 ноября 2017                     | Словакия                           | 0:1                                | —                                  | Товарищеский матч                  |
| 8                                  | 18 ноября 2020                     | Австрия                            | 1:1                                | —                                  | Лига наций УЕФА 2020/2021          |

Итого: 8 матчей / 0 голов; 2 победы, 1 ничья, 5 поражений.

## Достижения
«Русенборг»
- Чемпион Норвегии (3): 2015, 2016, 2017
- Обладатель Кубка Норвегии (2): 2015, 2016
- Обладатель Суперкубка Норвегии: 2017
- Серебряный призёр чемпионата Норвегии (2): 2013, 2014

«Хельсингборг»
- Обладатель Кубка Швеции : 2011